# Boule de Suif
Pour les articles homonymes, voir Boule de Suif (homonymie).
Boule de Suif est une nouvelle de Guy de Maupassant, écrite dans le courant de l'année 1879, rendue publique en 1880, d'abord par une lecture faite en janvier par l'auteur devant ses amis du « groupe de Médan », puis par la publication au sein d'un recueil collectif de nouvelles titré Les Soirées de Médan, le 16 avril 1880.

## Thème de la nouvelle
« Boule de Suif […] est un chef-d'œuvre », écrit Gustave Flaubert. Même si ce n'est pas la première nouvelle de Guy de Maupassant, c'est le récit qui l'a imposé comme un maître. D’abord parue dans le recueil collectif des Soirées de Médan, l'histoire, inspirée d'un fait divers, se déroule pendant la guerre de 1870 : dix personnes fuyant Rouen envahie par les Prussiens ont pris place dans une diligence. Parmi elles, Élisabeth Rousset, prostituée surnommée jadis « Boule de Suif » à cause de son embonpoint, se donnera à un officier prussien pour sauver les autres voyageurs qui pourtant la méprisent. L'espace clos de la diligence fait ressortir les faiblesses de ces personnages de différents milieux sociaux (nobles, bourgeois, commerçants, religieux, populaire) confrontés au malheur des vaincus : fausseté et bassesse se révèlent. Les thèmes évoqués dans ce cadre de la guerre sont l'obsession alimentaire, le sentiment de la liberté perdue, la crainte de l'occupant et surtout l'hypocrisie de la société.

## Résumé

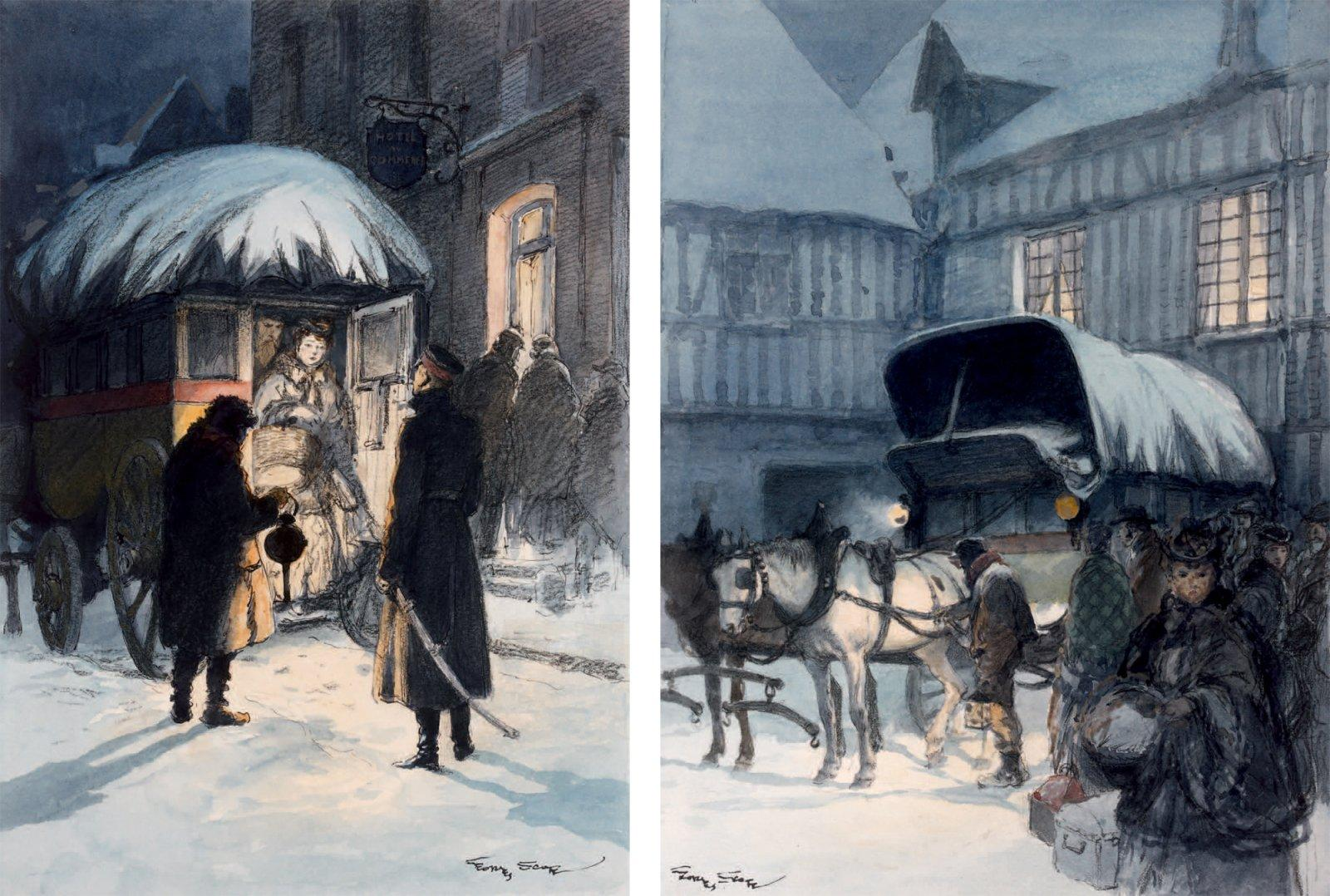
Boule de Suif,
aquarelles de Georges Scott.

Pendant l'hiver, 1870-1871, durant la guerre franco-prussienne, la ville de Rouen (Normandie) est envahie par les Prussiens. Pour fuir l'occupation, dix personnes prennent la diligence de Dieppe : un couple de commerçants, un couple de bourgeois, un couple de nobles, deux religieuses, un démocrate et enfin, une prostituée, la patriotique Élisabeth Rousset, surnommée « Boule de Suif ».
Le voyage s'annonce plus long que prévu. Les voyageurs ont faim et seule Boule de Suif a pensé à emporter des provisions, qu'elle partage généreusement. Les voyageurs font un arrêt la nuit  dans une auberge à Tôtes (sur le modèle de l'auberge du cygne), occupée par les Prussiens. Le lendemain, ils ne peuvent plus partir, l'officier prussien exerçant un chantage : Boule de Suif doit coucher avec lui s'ils veulent repartir, mais celle-ci refuse. Au début, tous sont choqués par le comportement du Prussien, mais, les jours passant et l'ennui s'installant, ils font pression sur Boule de Suif qui finit par accepter.
Le lendemain, les voyageurs obtiennent donc de pouvoir repartir. Tout le monde évite Boule de Suif. Lors du déjeuner, tous, à l'exception de Boule de Suif, ont pu faire le plein de provisions, mais aucun d'eux ne donnera ne serait-ce qu'un petit morceau de pain à la jeune femme. L'histoire se termine sur Boule de Suif en larmes, éperdue et désespérée.

Gravures sur bois de Romagnol d'après des compositions de François Thévenot (1897)
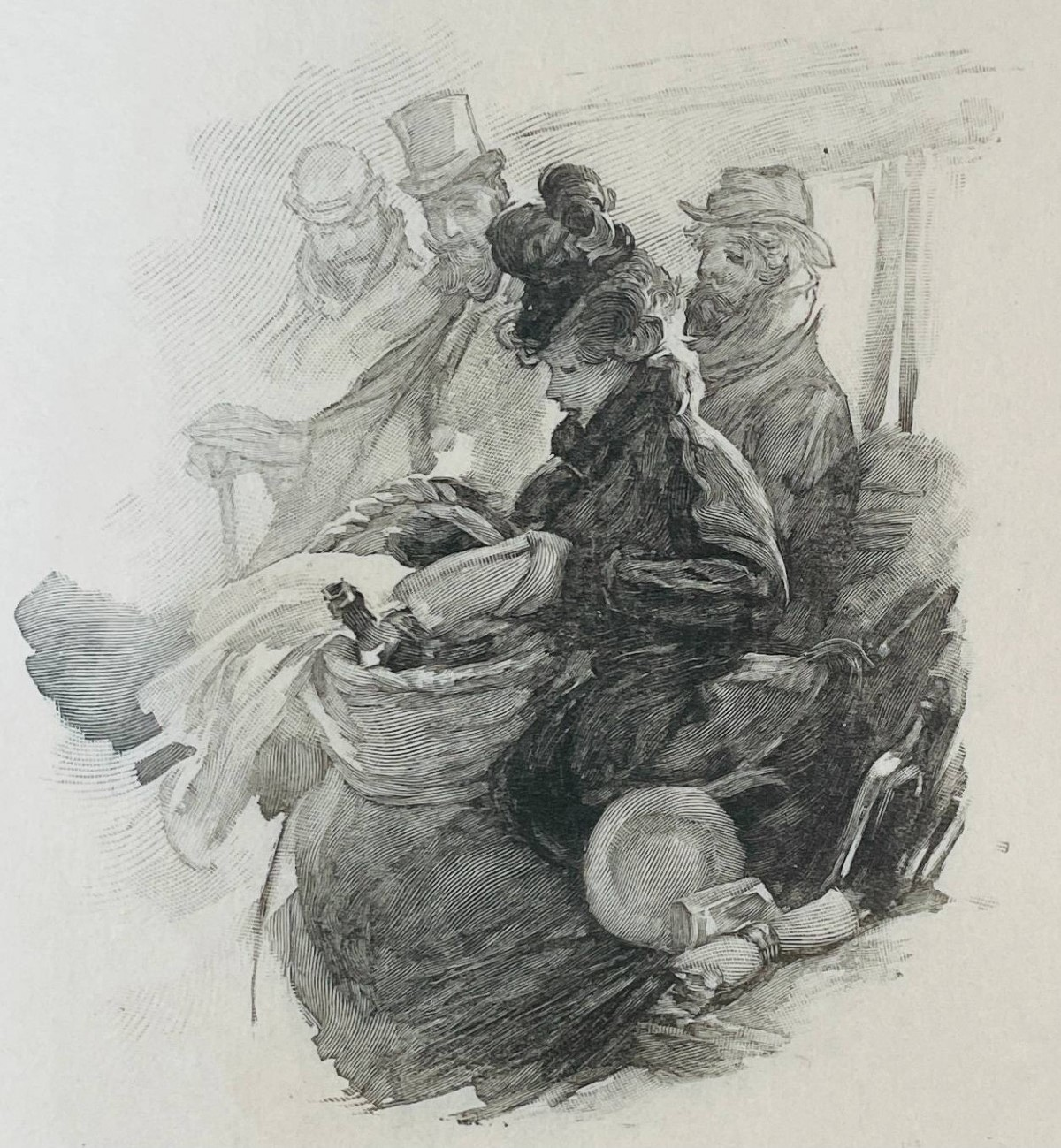
Boule de Suif sort ses provisions dans la diligence.
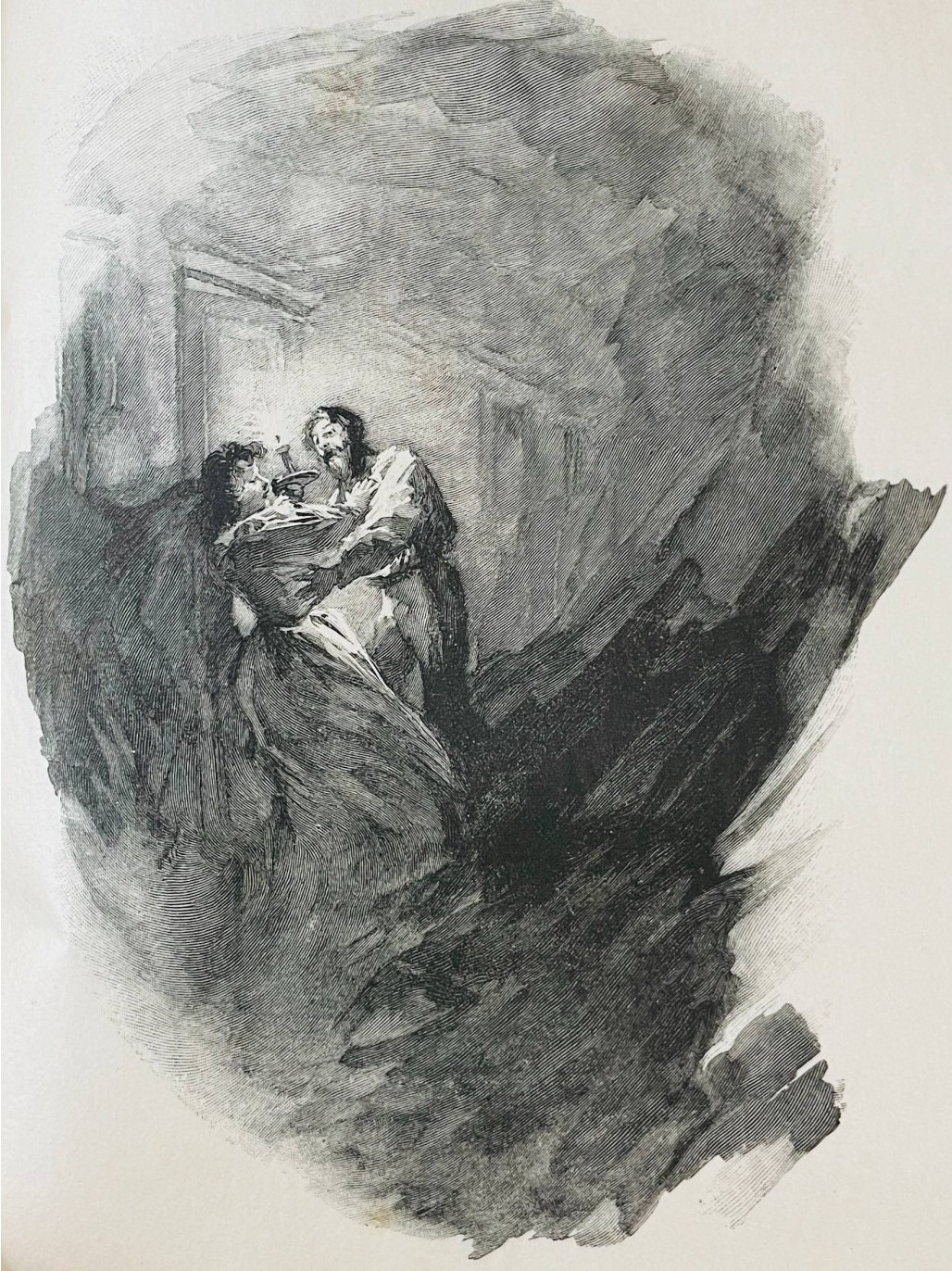
Boule de Suif refuse d'avoir des rapports sexuels avec Cornudet dans l'auberge occupée par les Prussiens.
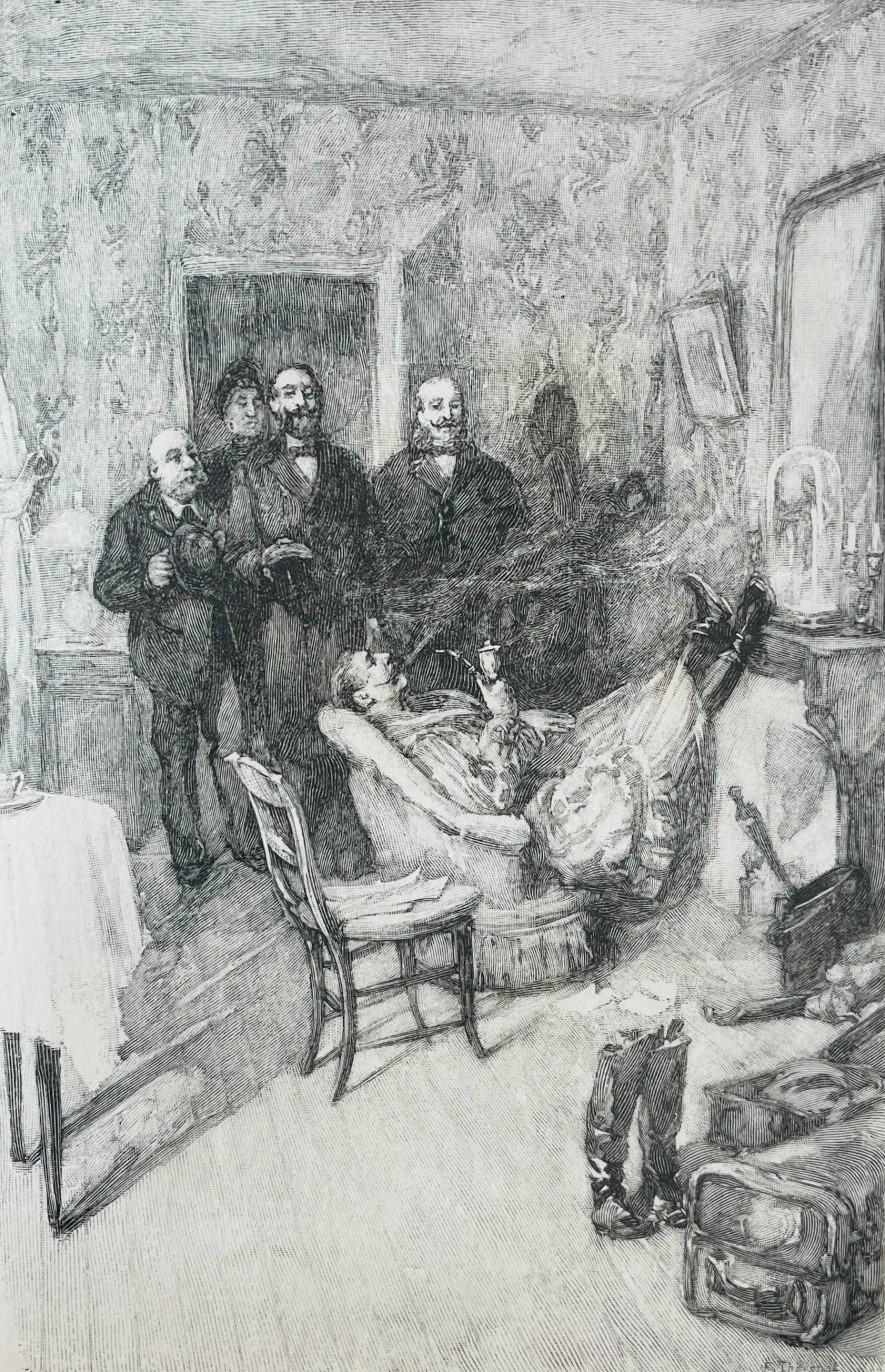
Follenvie, Carré-Lamadon et Loiseau demandent vainement à l'officier prussien de les laisser reprendre leur route.

## Analyse

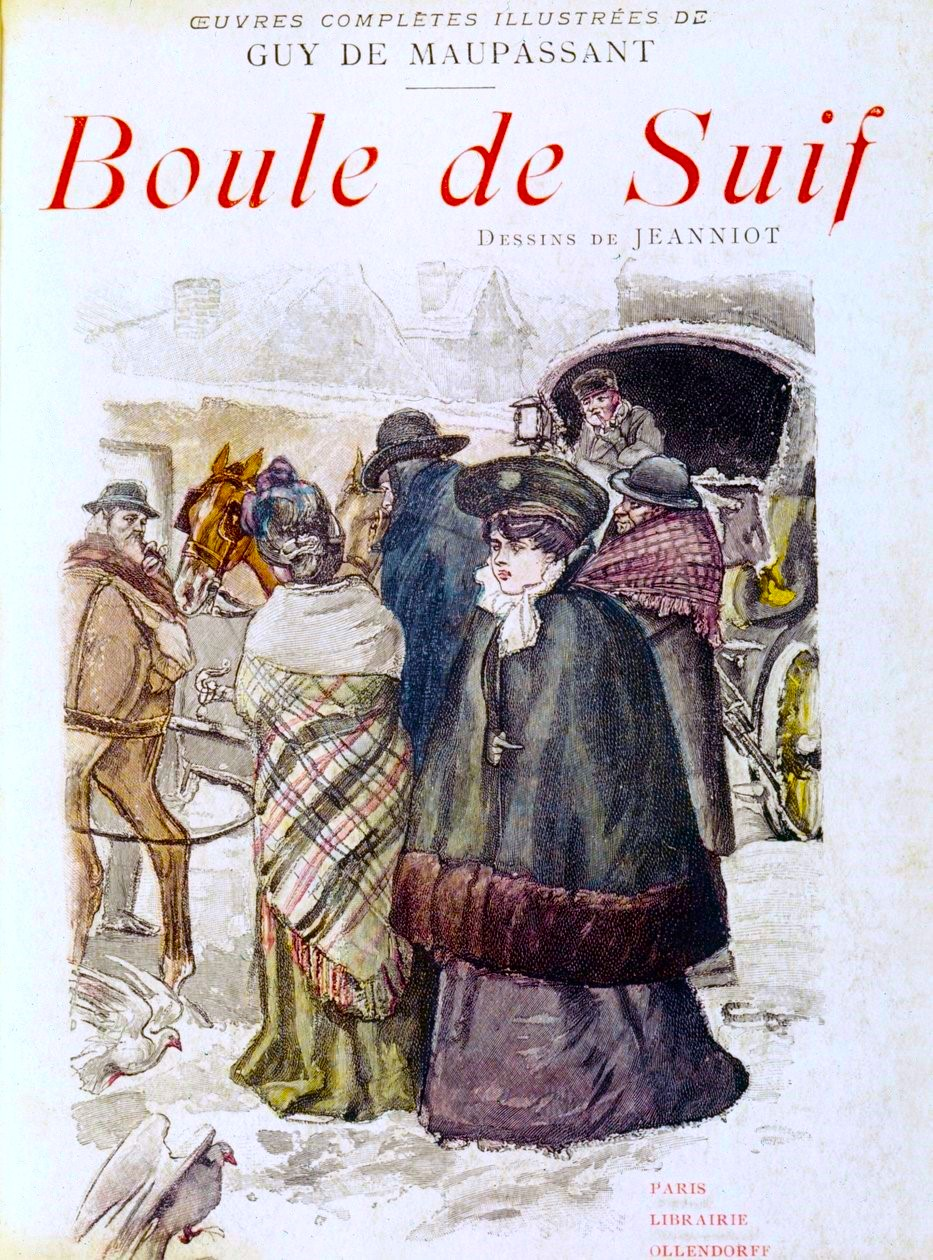
Couverture illustrée par Pierre Georges Jeanniot pour l'édition Ollendorff (1902).

La nouvelle — en particulier sa dernière scène — permet à Maupassant de dénoncer l'hypocrisie bourgeoise, sachant qu'au final on pourrait dire que Boule de Suif a sacrifié son corps afin que les personnes qui l'accompagnent puissent continuer leur voyage. L'œuvre représente la bourgeoisie comme étant ainsi constituée en grande partie de personnages vicieux et sournois qui, une fois leurs objectifs atteints, sont prêts à se débarrasser de ceux qui les ont aidés à les atteindre. L'idée est accentuée par le fait qu'au début de l'histoire, les voyageurs affamés qui accompagnent Boule de Suif ne se sont intéressés à elle qu'en raison de son panier qui contenait de la nourriture. L'auteur offre ainsi une véritable dénonciation des préjugés sociaux de cette époque, qui amènent souvent à des schismes entre les différentes classes sociales et il nous appelle à ne pas être comme les autres voyageurs ayant accompagné Boule de Suif : cela en jugeant ceux autour de nous non pas pour ce qu'ils sont (et donc non pour leur métier) mais pour leurs actions. Par ailleurs, cette fin représente Boule de Suif comme une martyre, mais aussi comme un personnage plus saint que tous ceux qui l'accompagnent, malgré le fait qu'elle soit une prostituée,.

## Éditions

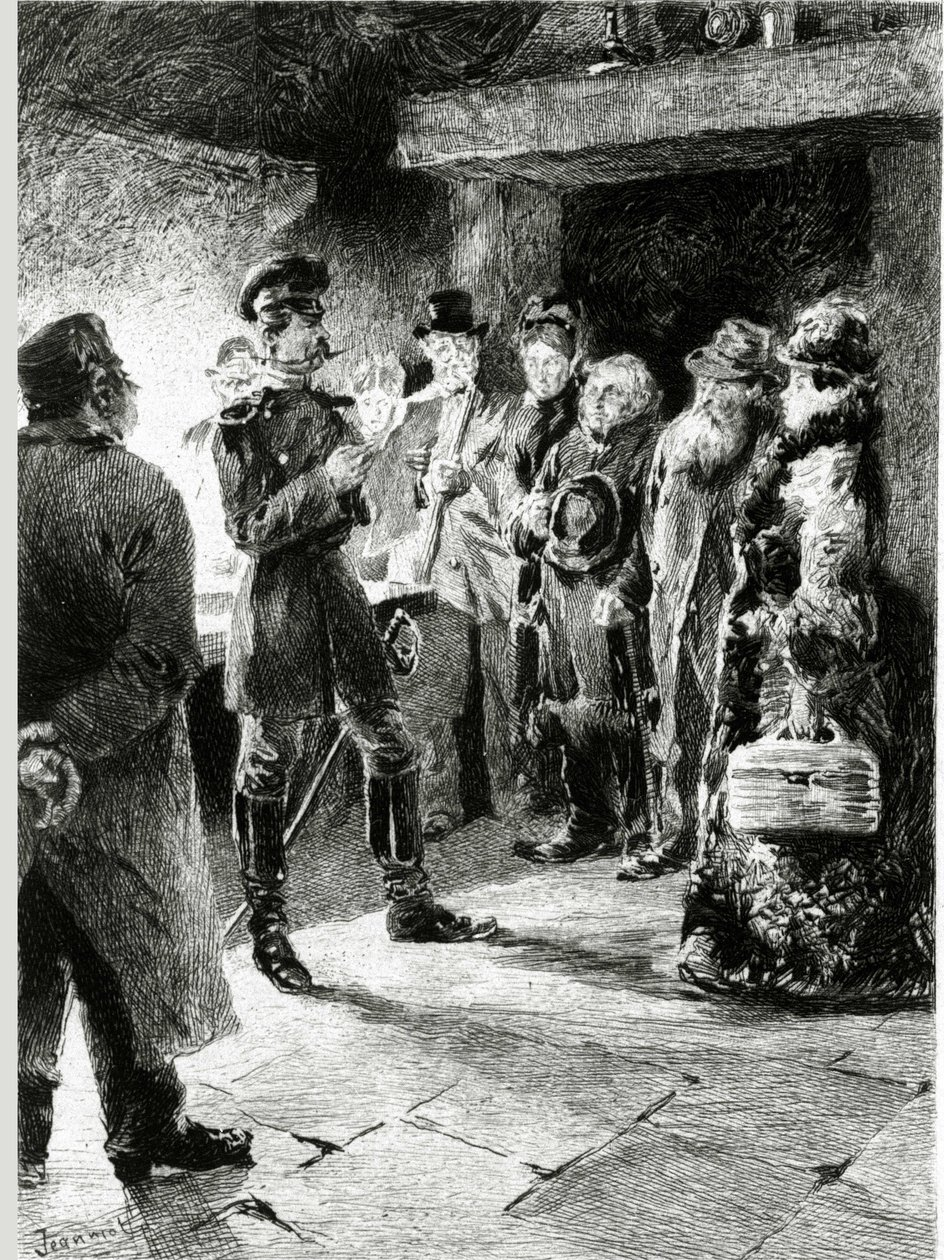
Boule de Suif et les autres réfugiés français devant l'officier prussien, illustration de Pierre Georges Jeanniot, 1902.

Du vivant de Maupassant, Boule de Suif fut publié sous deux formats.
1. D'abord, dans le volume collectif Les Soirées de Médan, publié le 16 avril 1880 (Paris, Charpentier), et réédité à plusieurs reprises.
2. Puis dans un modeste recueil consacré à Maupassant seul sous le titre de Contes et Nouvelles, publié par Charpentier en 1885 dans sa « Petite Bibliothèque Charpentier ». Ce recueil réunit Boule de Suif et six autres nouvelles, toutes précédemment recueillies dans Mademoiselle Fifi (1882), Miss Harriet (1884), et Yvette (1884). Certaines sont thématiquement liées à Boule de Suif — surtout la nouvelle Mademoiselle Fifi — tandis que d'autres ne le sont pas.
Après la mort de Maupassant il y a eu d'autres éditions de Les Soirées de Médan, chez Charpentier et plus tard chez Fasquelle. Mais Boule de Suif joua désormais son propre jeu, paraissant dans de nombreuses autres configurations, soit à elle seule (comme chez l'éditeur parisien Armand Magnier, dont l'édition de 1897 peut être consultée sur Gallica), soit dans des recueils, comme ceux de l'éditeur parisien Paul Ollendorff — un de luxe (vingt et une nouvelles) dans le cadre de ses Œuvres complètes illustrées de Guy de Maupassant (1902), et un populaire (douze nouvelles) dans sa « Collection des Grands Romans » à 1 franc (1907). Ce dernier est également disponible sur Gallica.
Ainsi commença une longue séquence de recueils qui se poursuit jusqu'à nos jours, tous portant le célèbre titre de Boule de Suif, mais dont le contenu variait en portée et en cohérence. La nouvelle — de 13 500 mots — est toujours rééditée de temps en temps seule.

## Adaptation théâtrale

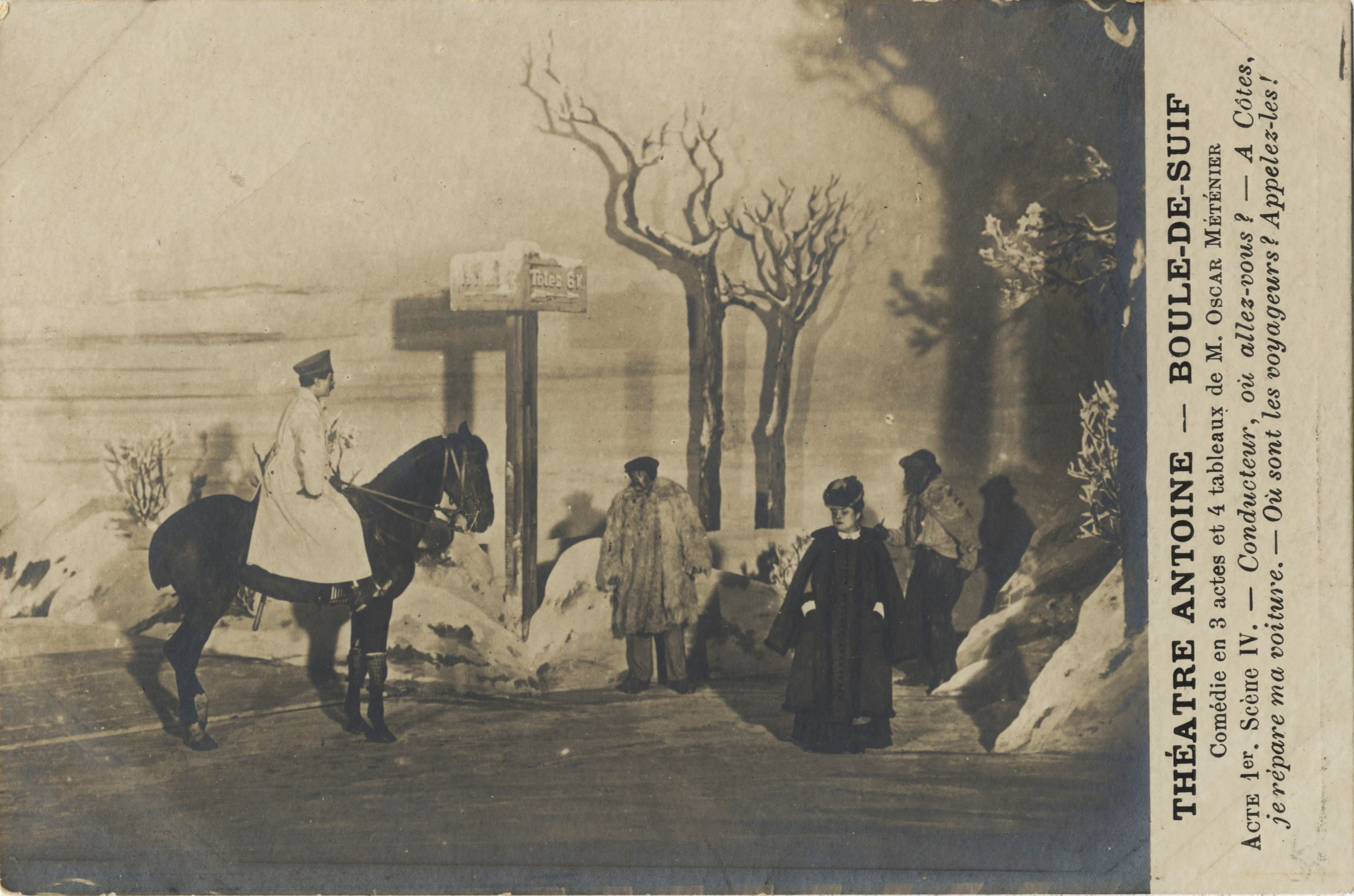
Adaptation théâtrale par Oscar Méténier, théâtre Antoine, 1902.

Boule de Suif a été adaptée, au théâtre, par Oscar Méténier (1859-1913), dans une comédie en 3 actes et 4 tableaux, dont la première représentation eut lieu le 5 mai 1902 au théâtre Antoine, dirigé par André Antoine (1858-1943), par ailleurs metteur en scène de la pièce. Les décors étaient signés Menessier. On notait dans la distribution : Camille Dumény dans le rôle de Bréville, Matrat dans celui de Loiseau, Luce Colas dans celui de Boule de Suif et Ellen Andrée dans celui de madame Loiseau.
Le texte de la pièce a été publié, en 1903, chez Paul Ollendorff, dans un volume de 87 pages.

## Adaptations cinématographiques

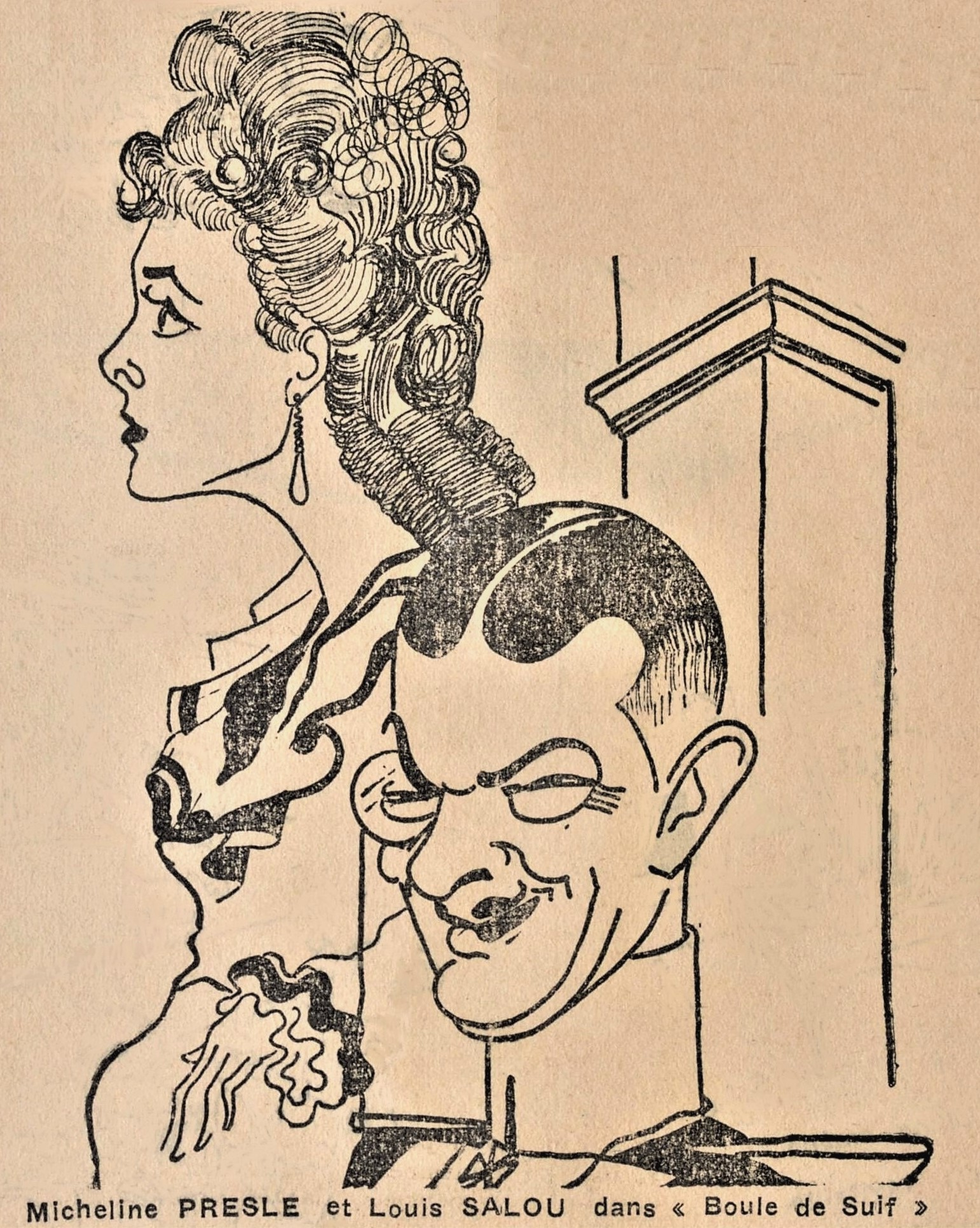
Caricatures de Micheline Presle (Élisabeth Rousset) et Louis Salou (l'officier prussien) dans une coupure de presse consacrée au film de Christian-Jaque, 1945.

Ernest Haycox s’inspirera de la nouvelle pour écrire Stage to Lordsburg, qui déplace l’action aux États-Unis. John Ford en fera le western la Chevauchée fantastique. En France, la nouvelle est portée à l'écran en 1945. Le scénario d’Henri Jeanson, Louis Hée et Christian-Jaque fait directement référence à la situation de 1939-1945. Le film engagé est un hommage à la patrie et à la Résistance.
- 1928 : La Femme disputée, États-Unis, Henry King (muet)
- 1932 : Shanghaï Express, États-Unis, Josef von Sternberg (80 minutes)
- 1934 : Boule de Suif (Pychka), URSS, Mikhaïl Romm (muet)
- 1935 : Oyuki la vierge (Maria no Oyuki), Japon, Kenji Mizoguchi (78 minutes)
- 1939 : Stagecoach (La Chevauchée fantastique), États-Unis, John Ford (97 minutes), film inspiré de Boule de Suif
- 1943 : Night Plane from Chungking, États-Unis, Ralph Murphy
- 1944 :  (Mademoiselle Fifi), États-Unis, Robert Wise (69 minutes), enchaînant et fusionnant Boule de Suif et Mademoiselle Fifi
- 1945 : Boule de Suif, France, Christian-Jaque, (103 minutes) enchaînant et fusionnant Boule de Suif et Mademoiselle Fifi
- 1983 : dans L’an 40, France, TV, Claude Santelli (12 minutes)
- 1986 : Stagecoach (La Chevauchée fantastique), États-Unis, TV, Ted Post (100 minutes)

## Adaptations télévisées
- Boule de Suif a aussi été adaptée à la télévision, en 1989, dans un téléfilm musical soviétique titré Руанская дева по прозвищу Пышка (Rouanskaya dieva pa prozvichchou Pychka), réalisé par Yevgeni Ginzburg et Rauf Mamedov, sur un scénario de Kim Ryzhov, avec notamment Natalia Lapina dans le rôle de Pyshka (Boule de Suif). Note : IMDb rapporte également, au sujet de cette œuvre, un titre anglophone (A Girl from Rouen Nicknamed Doughnut) et un titre francophone (Boule de Suif).
- Boule de Suif a été adaptée à la télévision dans la série nommée Chez Maupassant (saison 3, épisode 1) qui a été réalisée par Philippe Bérenger. Le rôle d'Élisabeth Rousset dite « Boule de Suif » est tenu par Marilou Berry.

## Adaptation artistique
- L'auteur compositeur Chico Buarque s'est inspiré de la nouvelle pour sa chanson Geni e o zepelim[22]